# マルク・デュクレ

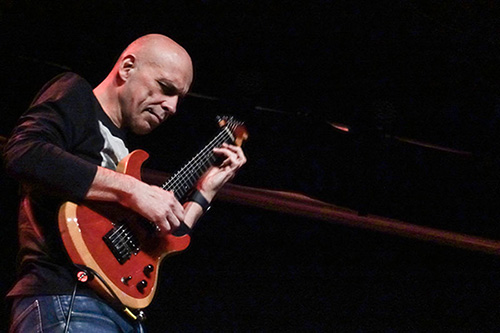
マルク・デュクレ（2016年）

マルク・デュクレ（Marc Ducret、1957年8月19日 - ）は、サックス奏者のティム・バーンと頻繁にコラボレーションする現代的なアヴァンギャルド・ジャズ・ギタリストである。
デュクレのギター・スタイルは独特で、「非常に独創的で非常に表現力豊か」と呼ばれる一方で、「メセニー・ライク」ともされている。

## ディスコグラフィ

### リーダー・アルバム
- 『ラ・テオリ・デュ・ピリエ』 - La théorie du pilier (1987年、Label Bleu) ※with ミッシェル・ベニータ、アーロン・スコット
- Le Kodo (1989年、Label Bleu)
- Gris (1990年、Label Bleu)
- 『ニュース・フロム・ザ・フロント』 - News from the Front (1991年、JMT)
- 『デターユ』 - Détail (1997年、Winter & Winter)
- Un Certain Malaise (1998年、Screwgun)
- L'ombra di Verdi (1999年、Screwgun)
- 『QUI PARLE ?』 - Qui parle? (2003年、Sketch)
- Trio Live (2006年、self-produced)
- Trio Live No. 2 (2006年、self-produced)
- 『ル・ソンス・デ・ラ・マルシェ』 - Le sens de la marche (2009年、Illusions)
- Tower, vol. 1 (2011年、Ayler)
- Tower, vol. 2 (2011年、Ayler)
- Tower, vol. 4 (2012年、Ayler)
- Tower, vol. 3 (2013年、Ayler)
- Metatonal (2015年、Ayler)

ティム・バーン
- 『ペイス・ユアセルフ』 - Pace Yourself (1991年、JMT)
- 『ティム・バーン&デヴィッド・サンボーン・プレイ・ジュリアス・ヘンフィル ミステリーズ』 - Diminutive Mysteries (Mostly Hemphill) (1993年、JMT)
- 『ナイス・ヴュー』 - Nice View (1994年、JMT)
- 『ロウライフ:パリ・コンサートVol.1』 - Lowlife: The Paris Concert (1995年、JMT)
- 『ポイズンド・マインズ:パリ・コンサートVol.2』 - Poisoned Minds: The Paris Concert (1995年、JMT)
- 『パリ・コンサートVol.3』 - Memory Select: The Paris Concert (1995年、JMT)
- 『ビッグ・サタン』 - Big Satan - I Think They Liked It Honey (1997年、Winter & Winter)
- Open, Coma (2001年、Screwgun)
- Science Friction (2002年、Screwgun)
- The Sevens (2002年、New World)
- The Sublime And (2003年、Thirsty Ear)
- 『ソウルズ・セイヴド・ヒア』 - Souls Saved Hear (2004年、Thirsty Ear) ※ビッグ・サタン名義
- Live in Cognito (2007年、Screwgun) ※ビッグ・サタン名義
- Seconds (2007年、Screwgun)

サミュエル・ブレイザー
- Boundless (2011年、Hathut)
- As the Sea (2012年、Hathut)

ハンク・ロバーツ
- Green (2008年、Winter & Winter)